# Dipturus tengu
Dipturus tengu  (лат.) — вид хрящевых рыб семейства ромбовых скатов отряда скатообразных. Обитают в умеренных водах северо-западной и центрально-западной частей Тихого океана. Встречаются на глубине до 400 м. Их крупные, уплощённые грудные плавники образуют диск в виде ромба со удлинённым и заострённым рылом. Максимальная зарегистрированная длина 110 см. Размножаются, откладывая яйца.

## Таксономия
Впервые вид был научно описан в 1903 году как Raja tengu. Видовой эпитет происходит от названия японского мифологического существа с длинным носом — тэнгу. 

## Ареал
Эти редкие демерсальные скаты обитают у берегов Японии (Хоккайдо), южного и восточного побережья Филиппин. Встречаются на глубине 45—400 м. Предпочитают песчаное дно.

## Описание
Широкие и плоские грудные плавники этих скатов образуют ромбический диск с треугольным вытянутым рылом и закруглёнными краями. На вентральной стороне диска расположены 5 жаберных щелей, ноздри и рот. На длинном хвосте имеются латеральные складки. У этих скатов 2 редуцированных спинных плавника и редуцированный хвостовой плавник. Максимальная зарегистрированная длина 110 см.

## Биология
Подобно прочим ромбовым эти скаты откладывают яйца, заключённые в жёсткую роговую капсулу с выступами на концах. Длина капсулы 8,5—10,0 см, а ширина 5,5—6,4 см. Эмбрионы питаются исключительно желтком. Недавно вылупившиеся скаты имеют тенденцию следовать за крупным объектом, подобным их матери. Рацион взрослых особей состоит из беспозвоночных и костистых рыб.

## Взаимодействие с человеком
Не являются объектом целевого лова. Вероятно попадаются в качестве прилова в ходе промысла донными тралами. Данных для оценки Международным союзом охраны природы охранного статуса вида недостаточно.